# Siremata
Siremata – rodzaj pająków z infrarzędu ptaszników i rodziny Dipluridae. Obejmuje trzy opisane gatunki. Zamieszkują Amerykę Południową.

## Morfologia
Pająki osiągające od 2,1 do 4,3 mm długości ciała. U okazów przechowywanych w alkoholu barwa karapaksu, szczękoczułków i odnóży bywa od białawej przez żółtą i pomarańczową po ciemnobrązową, spodu ciała i opistosomy (odwłoka) zaś biaława do jasnobrązowej.
Trzy pary oczu umieszczone są na szerszym niż dłuższym wzgórku ocznym; oczy pary przednio-środkowej brak jest zupełnie. Rozmieszczenie oczu na planie kwadratu, umiejscowienie tylno-środkowej pary oczu na wzgórku oraz obecność wokół oczu mikrokolców są cechami wyróżniającymi rodzaj na tle podrodziny. Nadustek jest wąski. Szczękoczułki są pozbawione rastellum i mają na członie nasadowym szereg od 9 do 13 ząbków przednio-bocznych oraz szereg od 10 do 18 ząbków środkowo-nasadowych. Szersza niż dłuższa warga dolna oraz szczęki pozbawione są kuspuli; te ostatnie mają jednak szeregową serrulę na wierzchołkowej krawędzi. Dłuższe niż szerokie, owalny w obrysie sternum pozbawione jest widocznych sigilli. Odnóża mają golenie z dwoma szeregami trichobotrii grzbietowych, nadstopia z szeregami trichobotrii grzbietowym i grzbietowo-tylno-bocznym, zaś stopy pozbawione skopuli, zaopatrzone w pojedynczy szereg trichobotrii grzbietowych i szczecinki zmysłowe, zwieńczone parą pazurków górnych zaopatrzonych w szereg od 5 do 11 ząbków oraz pojedynczym pazurkiem dolnym zaopatrzonym w 2 do 4 ząbków. U samców pierwsza para odnóży ma pośrodku spodniej części goleni megakolec. Nogogłaszczki mają dwa szeregi trichobotrii na goleniach i jeden na stopach, u samic ich pazurek dysponuje pośrodkowym szeregiem 13 lub 14 ząbków.
Opistosoma (odwłok) ma krótkie kądziołki przędne pary tylno-środkowej z gruczołami przędnymi na szczycie oraz wydłużone kądziołki przędne pary tylno-bocznej, zbudowane z trzech członów, z których ostatni ma trójkątny wierzchołek oraz gruczoły typu większego ampułkowatego, groniastego i dyniowatego na spodniej powierzchni.
Nogogłaszczki samca mają tak szerokie jak długie cymbium, zbudowane z dwóch płatów, z których przednio-boczny jest krótki, oraz zaopatrzone w od 2 do 4 kolców wierzchołkowych. Wydłużony lub spłaszczony grzbietobrzusznie bulbus dysponuje wydłużonym embolusem. U S. lucasae i S. valteri samce mają pośrodku tylno-bocznej powierzchni goleni nogogłaszczka grupę kolców lub szczecinek. Genitalia samicy mają dwupłatowe, krótkie do wydłużonych spermateki z dużymi gruczołami w przewodach kopulacyjnych.

## Rozprzestrzenienie
Rodzaj neotropikalny, endemiczny dla brazylijskiej części Puszczy Amazońskiej, znany tylko ze stanów Amazonas i Pará.

## Taksonomia
Takson ten wprowadzony został w 2018 roku przez Victora Passanhę et Antoniego D. Brescovita na łamach „Zootaxa” w ramach rewizji podrodziny Masteriinae. Nazwa rodzajowa jest anagramem nazwy rodzaju typowego owej podrodziny, czyli Masteria. W tej samej publikacji opisano wszystkie trzy znane gatunki tego rodzaju:
- Siremata juruti Passanha et Brescovit, 2018,
- Siremata lucasae Passanha et Brescovit, 2018,
- Siremata valteri Passanha et Brescovit, 2018.

Gatunkiem typowym wyznaczono ostatni z wymienionych.